# 耶蓮娜·贊高域
耶蓮娜·贊高域（1995年8月13日—）是一名塞爾維亞職業足球員，司職中場，現時效力英女超球會白禮頓，並代表塞爾維亞參加國際比賽。

## 球會生涯
2013年8月，贊高域轉投女子西甲衛冕球隊巴塞隆拿。2014年夏天，贊高域未獲巴塞隆拿續約，因此回到蘇博蒂察斯巴達，簽下一紙為期六個月的短期合約。
2015年1月，匈牙利球會費倫斯華路士宣布簽入贊高域。她在匈牙利的首個賽季即隨隊奪得匈牙利女子盃冠軍。贊高域在2015–16賽季隨隊奪冠，並在季尾獲頒聯賽賽季最佳球員。2016年夏天，費倫斯華路士宣布與贊高域續約。
2017年8月，贊高域離隊轉投瑞典次級聯賽球會韋克舍，並在該賽季協助球隊奪得聯賽冠軍及升班資格。
2019年6月，瑞典女子超級足球聯賽球會羅森戈德宣布簽入贊高域。2021年6月11日，贊高域與洛辛加特續約至2025年。
2022年8月26日，英女超球會車路士宣布簽入贊高域，合約為期三年。
2024年8月23日，贊高域轉投白禮頓。

## 國家隊生涯
2013年9月21日，贊高域在對陣瑞士的2015年國際足協女子世界盃外圍賽中首次為國家隊上陣，但塞爾維亞最終以9–0大敗予對手。

## 個人生活
贊高域的表姐约瓦娜·達米亞諾維奇亦是職業足球員。

## 生涯統計
| #  | 日期          | 地點                                      | 對手   | 入球比數 | 最終比數 | 賽事                           |
| -- | ------------- | ----------------------------------------- | ------ | -------- | -------- | ------------------------------ |
| 1. | 2021年6月14日 | 匈牙利塞格德聖傑拉德論壇                  | 匈牙利 | 2–1      | 3–2      | 熱身賽                         |
| 2. | 2022年2月23日 | 土耳其Gürsel Aksel Stadium                | 土耳其 | 4–2      | 5–2      | 2023年國際足協女子世界盃外圍賽 |
| 3. | 2023年9月22日 | 波兰格但斯克舊城卡齊米日·德厄納市政運動場 | 乌克兰 | 1–1      | 2-1      | 2023–24年歐洲女子國家聯賽      |

所有比數左側代表塞爾維亞，入球得分欄代表贊高域入球後場上的比數

## 榮譽

### 球會
蘇博蒂察斯巴達
- 塞爾維亞女子超級足球聯賽（英语：Serbian Women's Super League）：2010–11、2011–12、2012–13[19]、2014–15
- 塞爾維亞女子盃（英语：Serbian Women's Cup）：2011–12、2012–13

 巴塞隆拿
- 女子西甲：2013–14

 費倫斯華路士
- 匈牙利女子甲組足球聯賽（英语：Női_NB_I）：2014–15、2015–16
- 匈牙利女子盃（英语：Hungarian Women's Cup）：2014–15、2015–16[20]、2016–17

 韋克舍
- 瑞典女子精英聯賽（英语：Elitettan）：2017[11]

 洛辛加特
- 瑞典女子超級足球聯賽：2019（英语：2019 Damallsvenskan）、2021（英语：2021 Damallsvenskan）
- 瑞典女子盃（英语：Svenska_cupen_(women)）：2021–22

 車路士
- 英格蘭女子超級聯賽：2022–23（英语：2022–23_FA_WSL）、2023–24（英语：2023–24 Women's Super League）
- 英格蘭女子足總盃：2022–23（英语：2022–23 Women's FA Cup）[21]

### 個人
- 匈牙利女子甲組足球聯賽（英语：Női_NB_I）賽季最佳球員：2016[8]

## 外部連結
- Soccerway資料庫：耶蓮娜·贊高域
- UEFA數據統計 （页面存档备份，存于）